# محمد الرنتيسي
محمد علي الرنتيسيّ، المولودُ سنة 1959 في غزة، طبيبٌ وجرّاحُ عظامٍ فلسطينيٌّ وأخو عبدِ العزيزِ الرنتيسيِّ أحدِ مؤسسي حركة المقاومة الإسلامية (حماس). عمِل رئيسا لقسم جراحة اليد والأعصاب الطرفية في مستشفى ناصر في خان يونس.